# Lucimar de Moura
Lucimar Aparecida de Moura (ur. 22 marca 1974 w Timóteo) – brazylijska lekkoatletka, sprinterka. Zdobywczyni brązowego medalu igrzysk olimpijskich w Pekinie i uczestniczka igrzysk olimpijskich w Atenach, pięciokrotna uczestniczka mistrzostw świata (w tym dwukrotna finalistka z czempionatu w 2005 i 2009 roku). Czternastokrotna mistrzyni Ameryki Południowej, dwukrotna złota medalistka mistrzostw ibero-amerykańskich, srebrna medalistka igrzysk panamerykańskich oraz uniwersjady, dwukrotna złota medalistka igrzysk Luzofonii.
Jest wielokrotną złotą medalistką mistrzostw Ameryki Południowej w kategorii wiekowej zarówno U18, jak i U20. Uczestniczka mistrzostw świata juniorów z 1992 roku.

## Przebieg kariery
W 1990 roku zdobyła złoty medal mistrzostw kontynentu U18 w skoku w dal, na tym czempuonacie zdobyła też brązowy medal w konkurencji pięcioboju. W latach 1991–1993 startowała w mistrzostwach kontynentu U20, na nich zdobyła łącznie sześć tytułów mistrzowskich (w tym trzy złote medale na czempionacie w 1992 roku). Brała udział w światowym czempionacie juniorów w Seulu, gdzie startowała w konkurencjach biegu na 100 i 200 m, ale odpadła z dalszej rywalizacji odpowiednio w ćwierćfinale i półfinale zmagań.
W 1995 roku zdobyła pierwszy w karierze medal seniorskich mistrzostw Ameryki Południowej, wówczas sztafeta 4 × 400 m z udziałem de Moury sięgnęła po złoty medal czempionatu. Rok później zaś w tej samej konkurencji została brązową medalistką mistrzostw ibero-amerykańskich. W 1997 roku po raz pierwszy została indywidualną mistrzynią kontynentu, złoty medal wywalczyła w konkurencji biegu na 100 m. Na seniorskich mistrzostwach świata w Atenach zajęła w ćwierćfinale zmagań w konkurencji biegu na 100 m 6. miejsce w grupie, jak również była członkinią sztafety 4 × 100 m, która odpadła w półfinale, zajmując w tej fazie rozgrywek 6. miejsce w grupie. W 1999 roku otrzymała tytuły mistrzyni Ameryki Południowej w konkurencji biegu na 100 i 200 m, w obu startach ustanawiając przy tym nowe rekordy czempionatu; ponadto została srebrną medalistką igrzysk panamerykańskich w Winnipeg (w konkurencji biegu na 200 m).
W 2001 roku była uczestniczką uniwersjady, w trakcie której zdobyła srebrny medal w sztafecie 4 × 100 m. W trakcie tych zmagań zajęła także 4. miejsce w finale biegu na 100 m. Uczestniczyła w igrzyskach olimpijskich w 2004 roku, w ich trakcie wystąpiła w dwóch konkurencjach – w biegu na 200 m odpadła w ćwierćfinale, uzyskując czas 23,44 dający jej 8. miejsce w grupie i 28. miejsce w gronie wszystkich ćwierćfinalistek, natomiast w sztafecie 4 × 100 m Brazylijki z udziałem de Moury odpadły w eliminacjach, zajmując w grupie 4. miejsce z wynikiem 43,12 (był to najlepszy rezultat, który równocześnie nie gwarantował awansu do finału). Rok po olimpijskim starcie wystąpiła na mistrzostwach Ameryki Południowej w Cali i drugi raz w karierze udało się jej zdobyć złote medale w konkurencjach biegu na 100 i 200 m. W 2006 roku zadebiutowała na halowych mistrzostwach globu, podczas których zajęła w półfinale biegu na 60 m 8. miejsce w grupie.
W czasie letnich igrzysk olimpijskich rozgrywanych w Pekinie startowała w konkurencji sztafety 4 × 100 m. W finale razem z koleżankami z ekipy ustanowiła czas 43,14 plasujący brazylijską sztafetę na 4. miejscu – po dyskwalifikacji rosyjskiej sztafety za stosowanie dopingu Brazylijki awansowały o pozycję wyżej i tym samym zostały brązowymi medalistkami imprezy. Startowała na tych igrzyskach także w konkurencji biegu na 100 m, ale odpadła w półfinale, zajmując w grupie 8. miejsce z wynikiem 11,67.
W 2009 roku zdobyła czternasty i ostatni w karierze medal seniorskich mistrzostw kontynentu, Brazylijka wówczas okazała się najlepsza w biegu na 100 m. Znalazła się w składzie sztafety 4 × 100 m startującej na mistrzostwach globu w Berlinie, brazylijska ekipa zajęła 4. miejsce.

## Osiągnięcia
| Rok     | Zawody                                             | Miasto         | Miejsce | Konkurencja        | Wynik  |
| ------- | -------------------------------------------------- | -------------- | ------- | ------------------ | ------ |
| 1990    | Mistrzostwa Ameryki Południowej juniorów młodszych | Lima           | złoto   | skok w dal         | 5,81 = |
| 1990    | Mistrzostwa Ameryki Południowej juniorów młodszych | Lima           | brąz    | pięciobój          | 3056   |
| 1991    | Mistrzostwa Ameryki Południowej juniorów           | Asunción       | srebro  | bieg na 100 m      | 12,48  |
| 1991    | Mistrzostwa Ameryki Południowej juniorów           | Asunción       | złoto   | bieg na 200 m      | 25,8h  |
| 1991    | Mistrzostwa Ameryki Południowej juniorów           | Asunción       | złoto   | sztafeta 4 × 100 m | 48,28  |
| 1992    | Mistrzostwa Ameryki Południowej juniorów           | Lima           | złoto   | bieg na 100 m      | 11,8h  |
| 1992    | Mistrzostwa Ameryki Południowej juniorów           | Lima           | złoto   | bieg na 200 m      | 24,8h  |
| 1992    | Mistrzostwa Ameryki Południowej juniorów           | Lima           | złoto   | sztafeta 4 × 100 m | 46,8h  |
| 1992    | Mistrzostwa świata juniorów                        | Seul           | 6. QF   | bieg na 100 m      | 11,94  |
| 1992    | Mistrzostwa świata juniorów                        | Seul           | 8. SF   | bieg na 200 m      | 24,86  |
| 1993    | Mistrzostwa Ameryki Południowej juniorów           | Puerto La Cruz | srebro  | bieg na 100 m      | 11,8h  |
| 1993    | Mistrzostwa Ameryki Południowej juniorów           | Puerto La Cruz | złoto   | bieg na 200 m      | 24,58  |
| 1993    | Mistrzostwa Ameryki Południowej juniorów           | Puerto La Cruz | brąz    | sztafeta 4 × 100 m | 48,10  |
| 1995    | Mistrzostwa Ameryki Południowej                    | Manaus         | złoto   | sztafeta 4 × 100 m | 44,97  |
| 1996    | Mistrzostwa ibero-amerykańskie                     | Medellín       | brąz    | sztafeta 4 × 100 m | 44,59  |
| 1997    | Mistrzostwa Ameryki Południowej                    | Mar del Plata  | złoto   | bieg na 100 m      | 11,47  |
| 1997    | Mistrzostwa Ameryki Południowej                    | Mar del Plata  | srebro  | bieg na 200 m      | 23,51  |
| 1997    | Mistrzostwa Ameryki Południowej                    | Mar del Plata  | srebro  | sztafeta 4 × 100 m | 45,21  |
| 1997    | Mistrzostwa świata                                 | Ateny          | 6. QF   | bieg na 100 m      | 11,44  |
| 1997    | Mistrzostwa świata                                 | Ateny          | 6. SF   | sztafeta 4 × 100 m | 43,89  |
| 1999    | Mistrzostwa Ameryki Południowej                    | Bogota         | złoto   | bieg na 100 m      | 11,17  |
| 1999    | Mistrzostwa Ameryki Południowej                    | Bogota         | złoto   | bieg na 200 m      | 22,60  |
| 1999    | Igrzyska panamerykańskie                           | Winnipeg       | 6.      | bieg na 100 m      | 11,29  |
| 1999    | Igrzyska panamerykańskie                           | Winnipeg       | srebro  | bieg na 200 m      | 23,03  |
| 1999    | Mistrzostwa świata                                 | Sewilla        | 5. QF   | bieg na 100 m      | 11,31  |
| 1999    | Mistrzostwa świata                                 | Sewilla        | 7. QF   | bieg na 200 m      | 23,14  |
| 2000    | Mistrzostwa ibero-amerykańskie                     | Rio de Janeiro | 4.      | bieg na 100 m      | 11,73  |
| 2000    | Mistrzostwa ibero-amerykańskie                     | Rio de Janeiro | 5.      | bieg na 200 m      | 24,27  |
| 2000    | Mistrzostwa ibero-amerykańskie                     | Rio de Janeiro | srebro  | sztafeta 4 × 100 m | 45,16  |
| 2001    | Mistrzostwa Ameryki Południowej                    | Manaus         | złoto   | bieg na 100 m      | 11,55  |
| 2001    | Mistrzostwa Ameryki Południowej                    | Manaus         | brąz    | bieg na 200 m      | 23,68  |
| 2001    | Mistrzostwa Ameryki Południowej                    | Manaus         | złoto   | sztafeta 4 × 100 m | 44,32  |
| 2001    | Uniwersjada                                        | Pekin          | 4.      | bieg na 100 m      | 11,62  |
| 2001    | Uniwersjada                                        | Pekin          | 6. SF   | bieg na 200 m      | 24,16  |
| 2001    | Uniwersjada                                        | Pekin          | srebro  | sztafeta 4 × 100 m | 44,13  |
| 2002    | Mistrzostwa ibero-amerykańskie                     | Gwatemala      | 7.      | bieg na 100 m      | 11,88  |
| 2002    | Mistrzostwa ibero-amerykańskie                     | Gwatemala      | złoto   | sztafeta 4 × 100 m | 44,28  |
| 2003    | Mistrzostwa Ameryki Południowej                    | Barquisimeto   | srebro  | bieg na 100 m      | 11,43  |
| 2003    | Mistrzostwa Ameryki Południowej                    | Barquisimeto   | srebro  | bieg na 200 m      | 23,34  |
| 2003    | Mistrzostwa Ameryki Południowej                    | Barquisimeto   | złoto   | sztafeta 4 × 100 m | 44,16  |
| 2004    | Mistrzostwa ibero-amerykańskie                     | Huelva         | brąz    | bieg na 100 m      | 11,45  |
| 2004    | Mistrzostwa ibero-amerykańskie                     | Huelva         | DSQ     | bieg na 200 m      | N/A    |
| 2004    | Mistrzostwa ibero-amerykańskie                     | Huelva         | brąz    | sztafeta 4 × 100 m | 44,13  |
| 2004    | Igrzyska olimpijskie                               | Ateny          | 8. QF   | bieg na 200 m      | 23,44  |
| 2004    | Igrzyska olimpijskie                               | Ateny          | 4. H    | sztafeta 4 × 100 m | 43,12  |
| 2005    | Mistrzostwa Ameryki Południowej                    | Cali           | złoto   | bieg na 100 m      | 11,25  |
| 2005    | Mistrzostwa Ameryki Południowej                    | Cali           | złoto   | bieg na 200 m      | 22,98  |
| 2005    | Mistrzostwa Ameryki Południowej                    | Cali           | srebro  | sztafeta 4 × 100 m | 44,35  |
| 2005    | Mistrzostwa świata                                 | Helsinki       | 6. SF   | bieg na 100 m      | 11,27  |
| 2005    | Mistrzostwa świata                                 | Helsinki       | 6. SF   | bieg na 200 m      | 23,42  |
| 2005    | Mistrzostwa świata                                 | Helsinki       | 5.      | sztafeta 4 × 100 m | 42,99  |
| 2005    | Światowy Finał IAAF                                | Monako         | 8.      | bieg na 200 m      | 23,57  |
| 2006    | Halowe mistrzostwa świata                          | Moskwa         | 8. SF   | bieg na 60 m       | 7,72   |
| 2006    | Mistrzostwa Ameryki Południowej                    | Tunja          | 4.      | bieg na 100 m      | 11,75  |
| 2006    | Mistrzostwa Ameryki Południowej                    | Tunja          | złoto   | sztafeta 4 × 100 m | 44,72  |
| 2007    | Mistrzostwa Ameryki Południowej                    | São Paulo      | złoto   | bieg na 100 m      | 11,20  |
| 2007    | Mistrzostwa Ameryki Południowej                    | São Paulo      | złoto   | bieg na 200 m      | 23,00  |
| 2007    | Mistrzostwa Ameryki Południowej                    | São Paulo      | złoto   | sztafeta 4 × 100 m | 43,54  |
| 2007    | Igrzyska panamerykańskie                           | Rio de Janeiro | 6. SF   | bieg na 100 m      | 11,60  |
| 2007    | Igrzyska panamerykańskie                           | Rio de Janeiro | 7. SF   | bieg na 200 m      | 23,73  |
| 2007    | Igrzyska panamerykańskie                           | Rio de Janeiro | 6.      | sztafeta 4 × 100 m | 44,14  |
| 2007    | Mistrzostwa świata                                 | Osaka          | 7. QF   | bieg na 100 m      | 11,61  |
| 2007    | Mistrzostwa świata                                 | Osaka          | 9. H    | sztafeta 4 × 100 m | 44,64  |
| 2008    | Halowe mistrzostwa świata                          | Walencja       | 6. H    | bieg na 60 m       | 7,64   |
| 2008    | Mistrzostwa ibero-amerykańskie                     | Iquique        | srebro  | bieg na 100 m      | 11,70  |
| 2008    | Mistrzostwa ibero-amerykańskie                     | Iquique        | srebro  | sztafeta 4 × 100 m | 44,99  |
| 2008    | Igrzyska olimpijskie                               | Pekin          | 8. QF   | bieg na 100 m      | 11,67  |
| 2008    | Igrzyska olimpijskie                               | Pekin          | brąz    | sztafeta 4 × 100 m | 43,14  |
| 2009    | Mistrzostwa Ameryki Południowej                    | Lima           | złoto   | bieg na 100 m      | 11,59  |
| 2009    | Mistrzostwa Ameryki Południowej                    | Lima           | srebro  | sztafeta 4 × 100 m | 44,52  |
| 2009    | Igrzyska Luzofonii                                 | Lizbona        | złoto   | bieg na 100 m      | 11,30  |
| 2009    | Igrzyska Luzofonii                                 | Lizbona        | złoto   | sztafeta 4 × 100 m | 44,08  |
| 2009    | Mistrzostwa świata                                 | Berlin         | 4. QF   | bieg na 100 m      | 11,44  |
| 2009    | Mistrzostwa świata                                 | Berlin         | 4.      | sztafeta 4 × 100 m | 43,13  |
| 2012    | Mistrzostwa ibero-amerykańskie                     | Barquisimeto   | złoto   | sztafeta 4 × 100 m | 43,90  |
| Źródło: |                                                    |                |         |                    |        |

W swej karierze wywalczyła piętnaście tytułów mistrzyni Brazylii, większość tytułów zdobyła w indywidualnych startach w latach 1996-2009, natomiast w 2012 roku otrzymała tytuł mistrzowski w sztafecie 4 × 100 m.

## Rekordy życiowe
- bieg na 100 m – 11,17 (25 czerwca 1999, Bogota)
- bieg na 200 m – 22,60 (26 czerwca 1999, Bogota)
- bieg na 400 m – 54,35 (1 kwietnia 2007, São Paulo)
- sztafeta 4 × 100 m – 42,97 (10 lipca 2004, Bogota)

Halowe
- bieg na 60 m – 7,50 (4 lutego 2006, Samara)

Źródło: 